# 昔珍薈舍
昔珍薈舍有限公司是一所按香港《稅務條例》第88條申請成為獲稅務豁免的慈善機構。昔珍薈舍曾與多間學校合作，借出藏品以供學界舉辦文物展覽及講座    ，並參與中國文化交流有關的學術研討會議 。

## 歷史
昔珍薈舍在2014年11月1日於香港海事博物館舉行成立典禮。

## 外部連結
- 昔珍薈舍官方網站 （页面存档备份，存于）